# WWE
World Wrestling Entertainment (WWE) es una empresa estadounidense de medios y/o entretenimiento, integrada principalmente por el área de la lucha libre profesional. WWE también se ha diversificado en otros campos, incluidos el cine y fútbol americano, entre otros varios negocios.
Su propietario, administrador y director ejecutivo es Endeavor Inc, quien posee aproximadamente un 51% de las acciones de la empresa —cuyas acciones forman parte de la Bolsa de Nueva York—. Su sede se encuentra en Connecticut, contando también con oficinas administrativas en Los Ángeles, Nueva York, Londres y Toronto. Es la promoción de lucha libre más grande del mundo, siendo vista en más de 150 países, mientras que sus grabaciones constituyen un porcentaje significativo de la historia visual completa de la lucha libre mundial. La industria primordial de WWE es la lucha libre profesional.
Los espectáculos de WWE no son luchas legítimas, sino puramente basados en entretenimiento, con luchas guionizadas por guiones y coreografías, no obstante los movimientos realizados por los luchadores no están guionizados, sino que son improvisados por estos durante los combates, esto requiere una gran coordinación y un entrenamiento para saber encajar y hacer los movimientos sin hacer demasiado daño al rival, por lo que es muy peligroso para no profesionales. Esto fue reconocido públicamente por primera vez por el propietario de WWE, Vince McMahon, en 1989, para evitar los impuestos de las comisiones atléticas. Desde la década de 1980, WWE ha calificado públicamente su producto como entretenimiento deportivo, reconociendo las raíces del producto en el deporte competitivo y el teatro dramático. WWE también ha comprado y absorbido a sus principales rivales como World Championship Wrestling (WCW) , Extreme Championship Wrestling (ECW) Evolve Wrestling (EVOLVE) y Lucha Libre AAA Worldwide (AAA).

## Historia

### World Wrestling Federation (1950-2002)
Roderick James "Jess" McMahon fue un promotor de boxeo cuyos máximos logros incluían el haber promocionado una función entre Jess Willarld y Jack Johnson en 1913. Diez años después de lo anterior en 1923, y mientras trabajaba con el promotor Tex Rickard (quien despreciaba a la lucha libre a tal grado de que evitaba que enfrentamientos de este deporte fueran realizados en el Madison Square Garden), Roderick comenzó a promocionar funciones de boxeo en el Garden, ubicado en Manhattan, Nueva York. La primera contienda bajo su promoción fue por el campeonato de peso ligero entre Jack Delaney y Paul Berlenbach. Uno de los recintos donde comenzaron a realizarse las primeras funciones fue el Madison Square Garden en Nueva York. Durante esa época, el luchador profesional Joseph Raymond "Toots" Mondt concibió un proyecto revolucionario. Además, Toots Mondt tenía la idea de hacerla aún más emocionante con su concepto de «lucha libre occidental al estilo Slam Bang» (movimientos radicales del cuerpo). En lo sucesivo, conformaría su propia promoción con Ed Lewis y Billy Sandow. Juntos, convencieron a muchos luchadores para firmar contratos con la nueva compañía denominada Gold Dust Trio. No obstante, la empresa se disolvió tiempo después tras un desacuerdo acerca de la administración de la misma. Debido a esto, Mondt se unió con varios promotores de lucha libre; él sabía muy bien que la lucha de Nueva York tendría que llevarse de manera diferente al concepto original. Su siguiente proyecto sería apoyado por varias figuras del espectáculo, entre ellas Roderick McMahon.
Junto a Roderick, Mondt creó la empresa World Wrestling Entertainment (por sus siglas, WWE) con sedes en Washington D. C. y Nueva York. Aunque casi nadie tenía información sobre WWE, en 1951 se volvió famosa tras integrarse a la Alianza Nacional de Lucha Libre. Las funciones iniciales de WWE fueron conducidas por Antonino Rocca, quien luego se convertiría en luchador de la misma empresa. Sin embargo, Rocca no estaba del todo satisfecho con el desempeño de la organización. Ese mismo año, uno de los asociados de Mondt anunció a Vincent J. McMahon como el sucesor de su padre, durante la etapa de expansión de WWE como integrante de la NWA (la empresa de Mondt y Roderick comenzaba a controlar todo el circuito de lucha libre en la región norte de Estados Unidos).
Combinando a la perfección, Vincent J. y Mondt lograron adquirir un aproximado del 70% de la NWA, cifra significativa respecto a una organización como lo era la Alianza Nacional de Lucha Libre. Poco después, Mondt le enseñó a Vince J. cómo trabajar adecuadamente en la industria de la lucha libre, y por propuestas de campaña. En los principios de 1961, la World Wide Wrestling Federation estuvo formada por McMahon y Mondt, siguiendo con una disputa con NWA (National Wrestling Alliance) con "Nature Boy".

#### La Era Dorada (1985-1993)

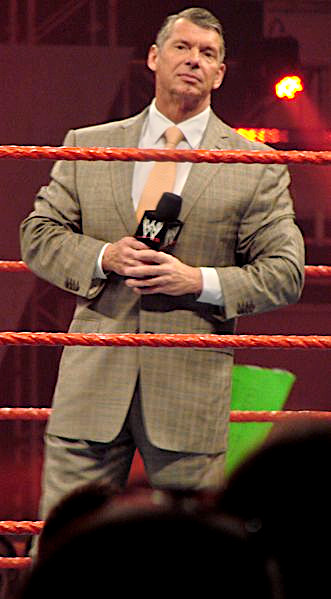
Vince McMahon, Fundador de Titan Sports Inc. Actualmente, dejó los cargos de ser dueño de varios conceptos de WWE.

En 1977-1978 Vincent K. McMahon fundó Titan Sports, Inc. y en 1980 le compró la empresa World Wide Wrestling Federation a su padre, Vincent J. McMahon. Desde los 12 años de edad, Vince se envolvió en el negocio de lucha libre hasta que su padre decidió retirarse. Este último ya había establecido el territorio del noreste como uno de los miembros más reconocidos y enérgicos de la NWA al reconocer que la lucha libre profesional era más entretenimiento que deporte.
En contra de los deseos de su padre quien falleció de manera inesperada en 1984, McMahon comenzó un proceso de expansión que fundamentalmente cambiaría al deporte, y que pondrían a WWE—y su propia vida en peligro, abandonando la NWA por segunda vez, lo cual por sí mismo no era un gran paso, puesto que la AWA, desde hacía mucho tiempo, había dejado de ser un miembro oficial de la NWA, y, una década antes que WWE, se había vuelto a unir a la NWA. Pero en ninguna de las circunstancias el miembro separado había intentado destruir el sistema de territorios de la National Wrestling Alliance, lo cual había sido la base de la industria.
Otros promotores se enfadaron cuando McMahon comenzó a sindicar los eventos de WWE a estaciones de televisión alrededor de los Estados Unidos, en áreas fuera del territorio tradicional de WWE (el noreste). McMahon también comenzó a vender videocintas de los eventos de WWE fuera del Noreste por medio de su compañía de distribución Coliseum Video. Efectivamente rompió con la ley "inédita" del regionalismo, alrededor de la cual se fundamentaba la industria. Para empeorar la situación, McMahon usó los ingresos generados por publicidad, tratos televisivos y ventas de cintas para robarle talentos a los promotores rivales. Los promotores de lucha libre alrededor de la nación estaban ahora en competencia directa con WWE.
De acuerdo a varios informes, Vince padre le advirtió a su hijo que si continuaba con sus acciones terminaría muerto. Sin embargo, a pesar de esta advertencia, el joven McMahon tenía una ambición mayor: WWE se movería alrededor de la nación. Tal acción requería una gran cantidad de inversión capital, una que podía poner a WWE en el margen de un colapso financiero.
El futuro, no solo del experimento de Vincent K. McMahon, sino que de WWF, la NWA y la industria por completo, sería determinado por el éxito o fracaso del concepto nuevo de entretenimiento deportivo de McMahon: Wrestlemania. Wrestlemania era un evento de pago por visión (pay-per-view) que Vincent K. McMahon mercadeó como el Super Bowl de la lucha libre profesional.

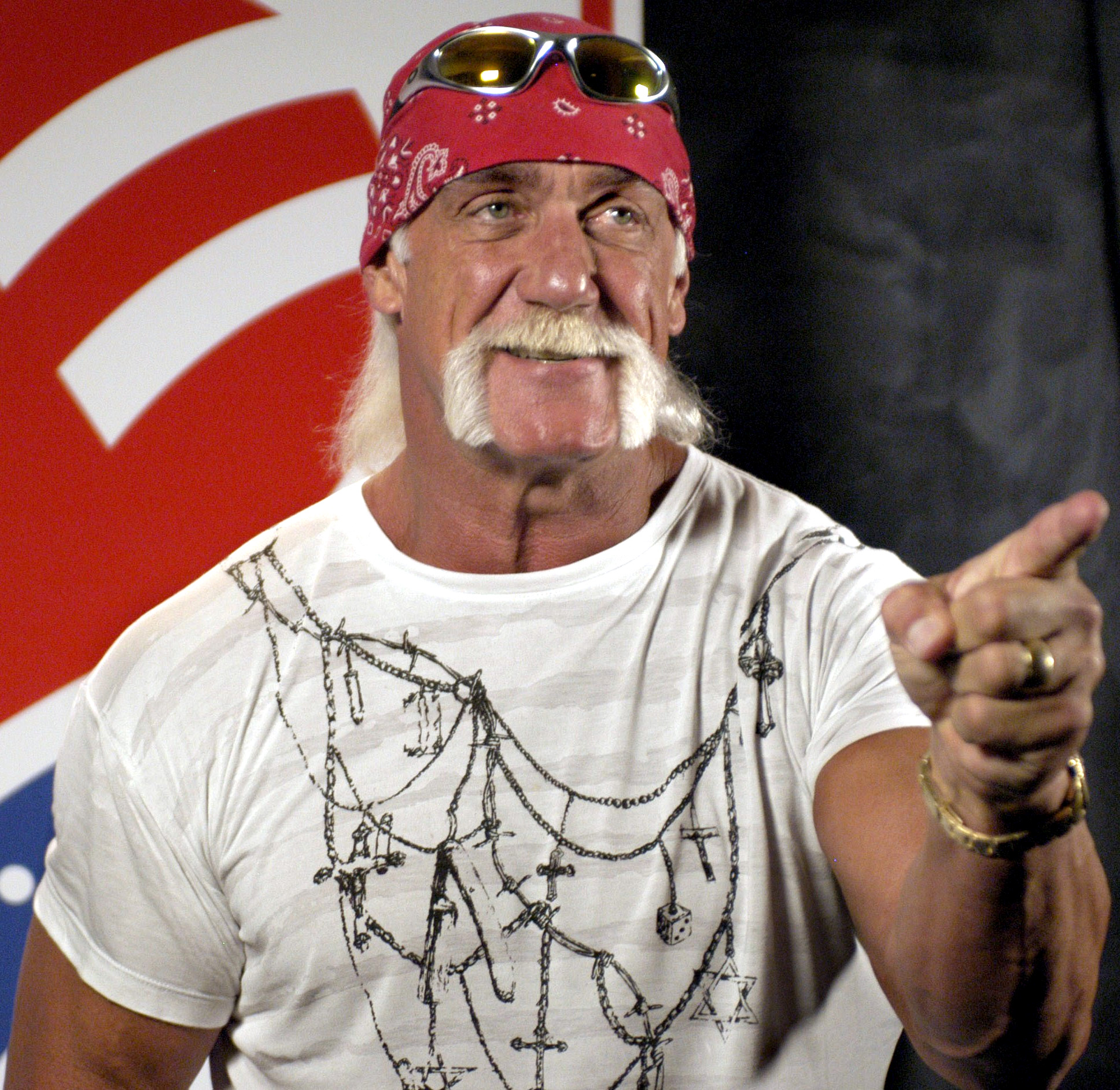
Hulk Hogan, quien fue el causante del Boom de la lucha libre en los 80, llevó a WWE a ser conocida a nivel mundial.

El concepto de una súper cartelera de lucha libre no era nuevo en Norteamérica; la NWA realizaba Starrcade desde hacía varios años antes de WrestleMania, y hasta el viejo Vincent K. McMahon había mercadeado grandes carteleras en el Shea Stadium de Nueva York transmitidas por circuito cerrado en varios lugares. Sin embargo, McMahon quería llevar a la WWF a los canales principales, impactando al público en general que no era fanáticos regulares de la lucha libre. Obtuvo el interés de los medios principales al invitar a celebridades tales como Mr. T y Cyndi Lauper a participar en el evento. MTV, en particular, tenía una gran cantidad de cobertura y programación de WWE en estos momentos, en lo que fue llamado la Rock 'n' Wrestling Connection (Conexión rock y lucha libre). La nueva fórmula de lo que McMahon llamó Entretenimiento Deportivo fue un resonante éxito financiero en el WrestleMania original. Por varios años luego del evento, WWE logró grandes éxitos financieros bajo el liderato de McMahon y su "héroe" estadounidense, Hulk Hogan, creando lo que algunos observadores llamaron la segunda era dorada de la lucha libre profesional. Sin embargo, al llegar la década de 1990 la fortuna de WWE poco a poco declinó, en especial cuando los fanáticos simplemente se cansaron de Hulk Hogan y los ángulos extremadamente absurdos.

#### La Nueva Generación (1993-1997)
WWF llegó a su punto más bajo cuando se hicieron acusaciones de abuso y distribución de esteroides en contra de McMahon y WWE en 1990, unidas a acusaciones de acoso sexual de parte de varios de sus empleados. McMahon fue finalmente exonerado, pero fue un desastre de relaciones públicas para WWE. Se estima que el juicio de esteroides le costó a WWF $5 millones, y para empeorar su situación los ingresos de la empresa habían bajado sustancialmente comparado con años anteriores. Para compensar, McMahon recortó la paga de los luchadores y personal de oficina - en ciertos casos el recorte fue de hasta 40 por ciento. Este hecho ayudó a que muchos luchadores de WWE se marcharan hacia la WCW entre 1992 y 1994, algunos de ellos, figuras tan grandes como Hulk Hogan.
Con el debut de Ric Flair y coronación como campeón mundial en el Royal Rumble del 19 de enero de 1992, termina la hegemonía de Hulk Hogan como monarca de WWE y gracias a la creación de Monday Night Raw el 11 de enero de 1993 empieza una nueva visión de la lucha libre hacia el entretenimiento.
Durante esta época, WWE comenzó una campaña publicitaria llamada la "Nueva Generación de WWF". En contraste con el pasado, esta era fue dirigida por el canadiense Bret Hart, el más popular entonces, y por luchadores como The Undertaker, Shawn Michaels, The British Bulldog, Owen Hart, Diesel y Razor Ramón. Sin embargo, la popularidad de WWE comenzaría a decaer en 1995, período en el cual Diesel fue Campeón de WWE poco después del evento Survivor Series 1994 hasta el evento Survivor Series 1995. Esto le dio la oportunidad a su competidor principal, World Championship Wrestling (WCW), de aprovecharse de la situación (en lo que se conoce como Monday Night Wars o Guerras de los lunes por la noche) y, mientras la popularidad de WWE bajaba, la de WCW subía.
En 1994, WWF empezó a usar historias y ángulos para un público más adulto, adquiriendo la categoría de solo apto para mayores, en un intento de competir y nivelar más su situación ante la World Championship Wrestling (WCW) esto daría origen a su segunda época de oro, la The Attitude Era.
Bajo el mando de Eric Bischoff, la World Championship Wrestling (WCW), comenzó a usar los tremendos recursos financieros de su propietario, Ted Turner, para atraer a talentos establecidos en WWE. Comenzando en 1992, estas adquisiciones incluyeron a Hulk Hogan, "Macho Man" Randy Savage, Lex Luger, Scott Hall, Kevin Nash y muchos otros. En 1995, Bischoff aumentó su apuesta al crear WCW Monday Nitro, un programa por cable en el canal de Turner TNT, para competir directamente con el programa principal de WWE que ese fue mucho antes, WWF Monday Night Raw. Al final, con la fuerza de sus nuevos talentos adquiridos de WWE y la innovadora historia de la New World Order, WCW sobrepasó a WWE en índice de audiencia y en popularidad.

#### Attitude era (1997-2002)
La rivalidad WWF/WCW llegó a un nuevo nivel en 1995, cuando McMahon decidió forzar al entonces Campeón de la WWF, Bret Hart, a que se saliera de la compañía. El año anterior, a Hart se le ofreció una oferta lucrativa para saltar a WCW. McMahon contraatacó con una oferta que valió mucho menos dinero, pero por un término de 20 años y un puesto en la empresa una vez retirado, por lo que Hart acordó quedarse. Sin embargo, McMahon inmediatamente se arrepintió del acuerdo, en parte por la situación financiera de WWF en aquel entonces, por lo que al año le dijo que no podría cumplirlo y que lo mejor sería que se fuera a la WCW.
Sin embargo, y a pesar de que en un inicio Vince no puso problema conque Bret se fuera de la compañía y usara a su personaje de The Hitman fuera de WWF, el miedo de McMahon es que se fuera mientras era Campeón de la compañía, ya que años antes, la Campeona Femenina de la WWF Alundra Blayze firmó con la WCW mientras poseía el cinturón y lo lanzó en un cubo de basura en plena emisión en vivo del episodio de WCW Nitro del 18 de diciembre de 1995, por lo que la WWF no quería que sucediera un episodio similar. Bret prometió que tal cosa nunca pasaría y puso un acuerdo de que el anuncio de su salida sería atrasado hasta que el cinturón pudiera ser traspasado a un nuevo campeón. Sin embargo, McMahon estaba preocupado de que la noticia se filtrara y buscó una manera en la cual le pudiera quitar el título a Hart antes que el acuerdo fuera anunciado en WCW Monday Nitro.
Sin embargo, Hart tenía un problema legítimo tras bastidores con Shawn Michaels, el hombre que le iba a quitar el título en su último evento de WWE, las Survior Series. Hart usó una cláusula de control creativo sobre su personaje para no perderlo ante Michaels en su país natal, Canadá. Durante la lucha, Michaels puso a Hart en su propio finisher, the Sharpshooter, pero el árbitro, Earl Hebner, siguiendo las instrucciones de Vince McMahon, ordenó que se sonara la campana para acabar la lucha y anunciar a Michaels como el ganador, a pesar de que Hart nunca se rindió.
McMahon usó las repercusiones del evento para crear un personaje que pasaría a convertirse en el malvado dueño de la compañía, "Mr. McMahon", en los programas de WWE. Este personaje se caracterizó por ser un dictador que favorecía a los luchadores que eran "buenos para el negocio" sobre aquellos que eran "problemáticos" como Stone Cold Steve Austin. Esto llevó a la rivalidad Austin vs. McMahon, la cual fue la piedra angular del nuevo concepto de la Era Attitude.

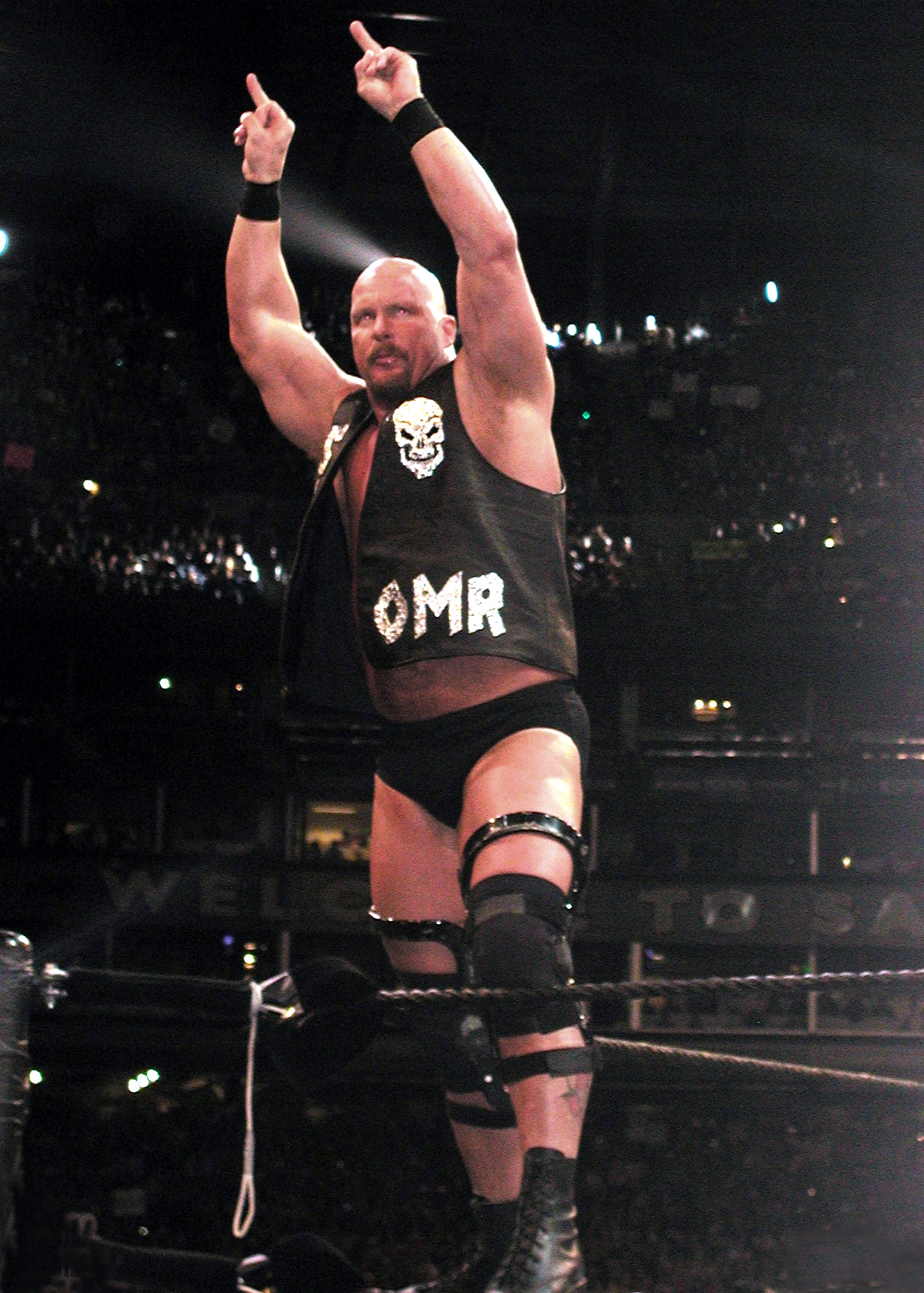
"Stone Cold" Steve Austin, quien es considerado el pilar de la Era Attitude.

Continuando con la inercia provocada por la traición de Montreal, McMahon, junto a su escritor en jefe Vince Russo, movió a WWF en una dirección más basada a la realidad llamada WWF Attitude, cambiando en el proceso el logo corporativo de la compañía. Tomando prestadas varias de las emocionantes historias y estilos de lucha libre la entonces insurgente promoción de lucha libre ECW, la Era WWF Attitude era basada grandemente en la creciente popularidad del luchador Stone Cold Steve Austin. Popular con los fanáticos desde haber ganado el torneo de King of the Ring como Heel en 1996, el estilo de Austin ganó suficientes fanáticos a tal punto que WWF se vio forzada a convertirlo en un favorito de los fanáticos en Wrestlemania 13 durante la primavera de 1997 (en un raro intercambio, en el cual Bret Hart se convirtió en Heel y Steve Austin en Face luego de la legendaria pelea entre ambos luchadores). Durante el verano y otoño de 1997, Austin aumentó su estatus como un rebelde que estaba dispuesto a retar cualquier autoridad al ejecutar su Stone Cold Stunner al anunciador de la WWF Jim Ross, también al entonces Comisionado Sgt. Slaughter, y finalmente al dueño de la WWF Vince McMahon. La rivalidad de Austin-McMahon comenzó luego de que Stone Cold ganara el Royal Rumble de 1998 para convertirse en el retador #1 del campeonato de la WWF en Wrestlemania. McMahon dijo en una conferencia de prensa pre-Wrestlemania que no estaba en los mejores intereses de WWF que Austin fuera campeón. La relación se deterioraría por el transcurso de los siguientes años en la programación de WWF.
La era Attitude comenzó por completo en WrestleMania XIV, cuando el boxeador profesional Mike Tyson apareció como invitado especial para la pelea del título de la WWF entre los dos luchadores más populares del momento Shawn Michaels y Stone Cold Steve Austin. Michaels como Heel era el líder de DX y campeón de la WWF, con todo esto Michaels cargaba con una grave lesión desde el Royal Rumble (1998) y Austin como favorito de los fanes y ganador de las dos últimas ediciones del Royal Rumble. El momento cumbre ocurrió cuando una confrontación verbal entre Austin y Tyson terminó con el luchador insultando al boxeador. La lucha culminó con una Stone Cold Stunner de Austin, ganando el título y Tyson traicionando y knockeando a Michaels quien fue amistoso con él. Los fanáticos que compraron el pay-per-view se asombraron al ver lo que pasó; esto definitivamente no era la era de Rock y Lucha Libre infantil que todavía esperaban de la WWF. Muchos más fanáticos que no compraron Wrestlemania, incluyendo fanáticos de la WCW, sintonizaron RAW al día siguiente y en semanas subsiguientes. Esto fue el comienzo de rivalidades épicas entre el "malvado promotor" Sr. McMahon y Austin el "empleado rebelde" cuyo personaje se caracterizaba por decir lo que pensaba sin pelos en la lengua, usando palabras soeces y groserías y mostraba actitudes propias de un heel pero sin ser necesariamente uno, lo cual hizo que los fanáticos se encariñaran con el luchador. Por primera vez en 18 meses, la WWF le ganaría a WCW Monday Nitro en el índice de audiencia.
Aunque a fines de 1997 y principios de 1998 WWF perdió a sus dos más grandes superestrellas de años anteriores, Bret Hart por la traición de Montreal y Shawn Michaels desde Wrestlemania XIV por una lesión sufrida en el Royal Rumble '98 para el siguiente año, WWF vería nuevos favoritos de los fanáticos. The Rock se convertiría en uno de los luchadores profesionales más famosos en la historia. Mick Foley, conocido entonces como Mankind, se convertiría en una de las figuras más adoradas en la lucha luego de una inolvidable pelea en un Hell in a Cell en el King of the Ring de 1998 contra The Undertaker. D-Generation X, dirigida por Triple H, se convirtió en el equipo más popular de la televisión, sustituyendo así a la New World Order. Mientras que la trama de WCW vs New World Order había logrado casi llevar a WWF a la ruina financiera, se estaba ahora convirtiendo en algo viejo, y los fanáticos volvieron a WWE atraídos por la popularidad de Austin y la naturaleza ruda de la programación televisiva.
Este cambio no estuvo libre de crítica. Muchos grupos familiares estaban molestos con la violencia gráfica que usaba WWF. Ellos, junto a grupos feministas, consideraban que el uso regular de mujeres en vestimentas provocativas para atraer a televidentes era ofensivo. Un grupo, el Parents Television Council, realizó un boicot en contra de WWE. Sin embargo, la nueva presentación controversial apeló más a los fanáticos del núcleo de WWE. Este grupo fue ridiculizado en el año 1998 por el grupo Right To Censor, comandado por Steven Richards, y con la participación de Bull Buchanan, The Godfather, Val Venis y Ivory.

##### Fallecimiento de Owen Hart

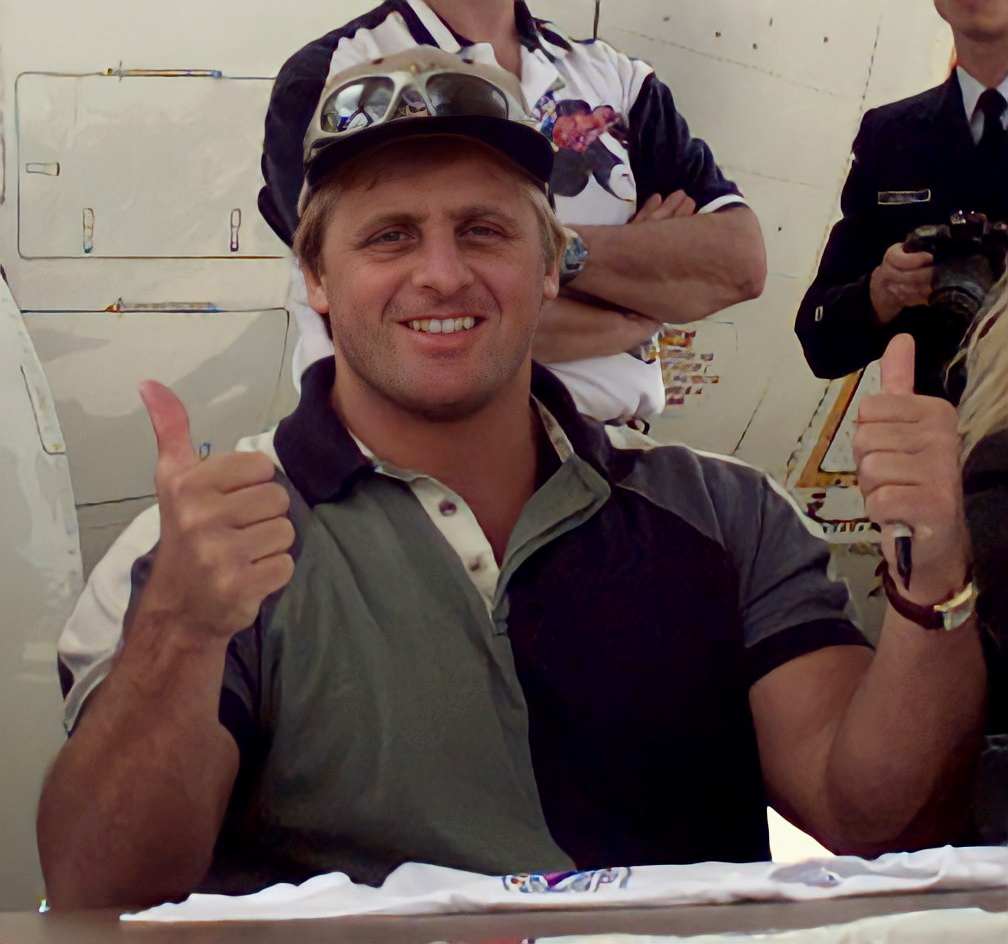
Owen Hart, quien falleció el 23 de mayo de 1999 en el evento Over The Edge.

Sin embargo en pleno auge de la Era de la Actitud, una terrible tragedia llegó el 23 de mayo de 1999, en Kansas City (Misuri). Owen Hart, bajo su personaje de superhéroe "Blue Blazer", se suponía que iba a aparecer dramáticamente en el pay-per-view de esa noche Over The Edge, "volando" hacia el ring al ser bajado desde el techo del coliseo. Mientras Hart era descendido hacia posición en preparación para su entrada, sus ataduras cedieron, y cayó por una altura de aproximadamente 25 metros, chocando contra el esquinero y luego rebotando hacia el ring.
Los que estaban viendo el pay-per-view por televisión no llegaron a observar la muerte de Hart debido a que el director había puesto una entrevista pregrabada justo antes de que ocurriera el accidente. Hart fue llevado de urgencias a un hospital cercano, donde fue declarado muerto poco después de llegar. Un muy afectado Jim Ross hizo el anuncio a la audiencia televisiva una vez llegaron las noticias al coliseo. Los fanáticos que estaban dentro del Kemper Arena no fueron informados de la muerte de Owen. La decisión de continuar el evento fue -y todavía es-, muy controvertida.
La noche siguiente, WWF le dedicó su programa de Raw is War a la memoria de Owen, al que se llamó Raw is Owen, mientras varios luchadores y empleados de WWF compartían memorias sobre su amigo.
El evento Over the Edge de 1999 nunca fue convertido al formato de video o DVD debido a la muerte de Hart. Además, muchas figuras del "Blue Blazer" fueron removidas del mercado. Su hermano, Bret, el cual tenía ya una mala relación con Vince McMahon debido a la traición de Montreal, lo comenzó a atacar verbalmente y lo culpó por la muerte de Owen. Sin embargo el PPV sería relanzado en la plataforma de Streaming WWE Network quince años después de la muerte de Owen con una advertencia previa advirtiendo del fallecimiento del luchador y editando completamente todo lo relacionado con su muerte.

##### Estreno de SmackDown!
El 25 de marzo de 1999, WWF lanzó un programa especial conocido como SmackDown! en la cadena UPN. El programa se convirtió en una serie semanal el 28 de julio de 1999. Se ha mantenido como el programa más exitoso desde entonces de la UPN y actualmente se emite en la cadena FOX en los Estados Unidos.
Junto al éxito de la era Attitude, el 27 de septiembre de 1999, la compañía matriz de WWF, World Wrestling Federation Entertainment, Inc., se convirtió en una compañía pública en la bolsa de valores, ofreciendo 10 millones en acciones a $17 dólares cada una. WWF anunció su interés en diversificar hacia otros negocios, incluyendo un club nocturno en Times Square, producción de películas y publicación de libros.
Aunque WWF perdió a Stone Cold Steve Austin, debido a varias lesiones, continuaron como una figura dominante en el índice de audiencia, y a su vez se convirtieron en una sensación popular, debido al surgimiento de The Rock, como un ícono de la cultura popular (y actor de películas), y el desarrollo de Triple H, como figura estelar. El movimiento de talento de WCW hacia WWF, incluyendo figuras como The Big Show, Chris Jericho, y Eddie Guerrero, ayudó a mejorar el talento de sus filas, asesinando así cualquier posibilidad de que WCW, se convirtiera nuevamente en una amenaza seria. El escritor en jefe Vince Russo y su asistente Ed Ferrara estuvieron entre los últimos grupos de talento que abandonaran la empresa en 1997 para obtener empleos con WCW. Fueron reemplazados por el fallecido Chris Kreski, conocido por su habilidad para mantener continuidad en las historias.
En el año 1997 WWF, en colaboración con la cadena televisiva NBC, anunció la creación de la XFL, una nueva liga de football profesional. Pero la liga tuvo un pésimo índice de audiencia y NBC la saco de antena después de un año.
El 3 de enero de 1999, Jim Ross confirmó en el "Ross Report" que varios luchadores de la empresa Extreme Championship Wrestling habían sido contratados por WWF. Se reveló entonces que Jerry Lynn y el campeón Mundial Rhyno hicieron acuerdos verbales, mientras que Justin Credible y Bobby Eaton firmaron sus respectivos contratos el 24 de enero de 1999. A Eaton le fue asignado el desarrollo de talento dentro del territorio de la Memphis Championship Wrestling.
Poco después, Paul Heyman, debutó como comentarista en RAW (luego de que Jerry Lawler abandonara temporalmente la empresa, debido a problemas con su esposa Stacy Carter, conocida como The Kat), Tazz, por el otro lado, se movió también a la función de comentarista, pero en el programa SmackDown!. ECW (la empresa original) quebró en abril de ese año.

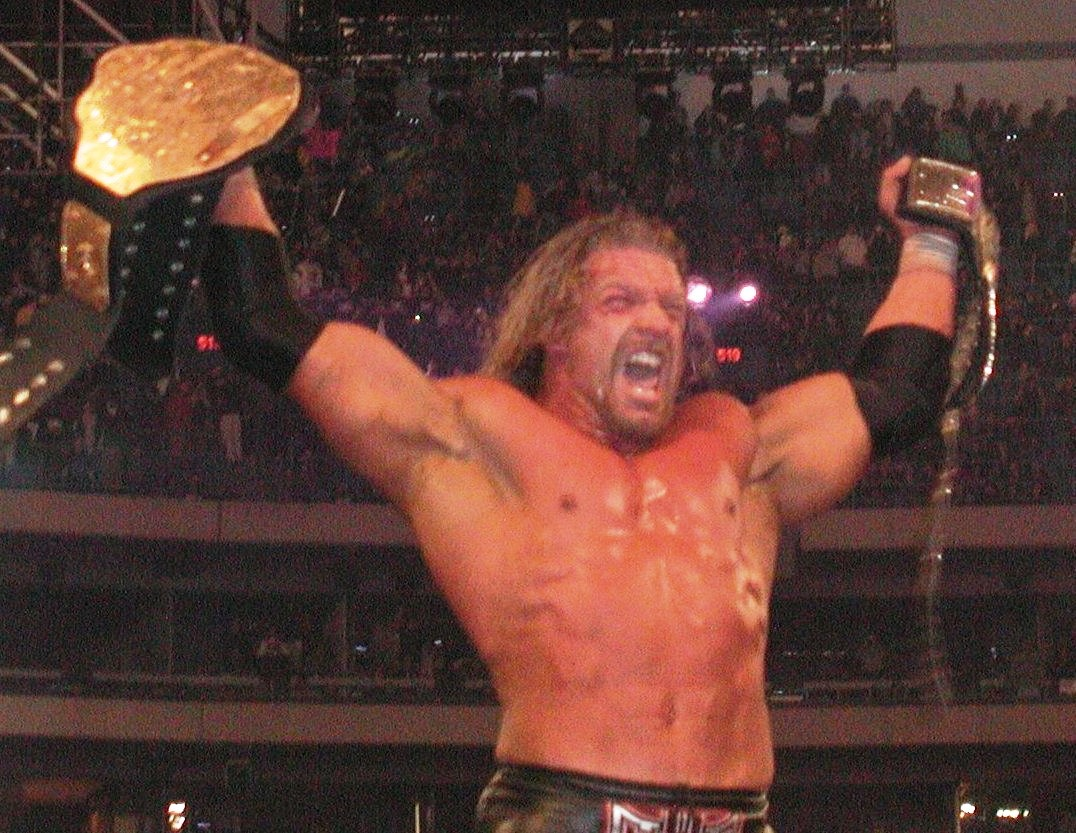
Triple H sostiene los cinturones de campeón de la WWF y de la WCW, unificados como Undisputed Championship.

Con el éxito masivo de WWF Attitude, la situación financiera de WCW se deterioró significativamente, y su nueva compañía matriz AOL Time Warner estaba buscando deshacerse de la división. En marzo del 2001, WWF Entertainment, Inc. adquirió WCW de AOL Time Warner por US$7 millones. Durante la transmisión del último WCW Monday Nitro, McMahon (bajo el personaje del Sr. McMahon) asumió control del programa, durante la última media hora y Monday Night Raw, fue transmitido por primera vez en TNT. Meses más tarde, McMahon y Bischoff reconciliaron sus diferencias personales, y Bischoff firmó con WWE para interpretar al Gerente General de RAW.
Desde el momento cumbre de WCW al final de la década de 1988, los fanáticos de la lucha libre soñaban con un feudo entre las dos federaciones. El plan original era que WCW "asumiera control" de RAW, cambiándolo de nuevo a WCW Monday Nitro. Sin embargo, muchas estrellas grandes de WCW tales como "Hollywood" Hulk Hogan, Lex Luger, Kevin Nash, Goldberg, y Sting todavía tenían contratos con la antigua compañía matriz de la WCW(McMahon decidió no comprarlos), y todos decidieron esperar la duración de sus contratos, en vez de ir a trabajar con McMahon, por mucho menos dinero.

### World Wrestling Entertainment (2002-2011)

#### Ruthless Agression (2002-2008)
Debido a una demanda del World Wildlife Fund (también WWF), la empresa cambió su nombre a World Wrestling Entertainment (WWE). Su compañía matriz, World Wrestling Federation Entertainment, también adoptó este nombre. La demanda fue debido a que la compañía de lucha libre violó un acuerdo con el Fondo sobre el uso de las iniciales "WWF" en el Reino Unido. En vez de intentar llegar a un acuerdo financiero con el Fondo, McMahon cambió el nombre de la compañía. El logo fue alterado y una campaña publicitaria llamada "Get The F Out" ("Saca la F") fue usada para promover el cambio. Además, todas las referencias visuales y verbales sobre "WWF" y el logo de la World Wrestling Federation de la era "Attitude" fueron editados en los antiguos archivos. Esta era fue llamada como WWE Ruthless Agression.

##### Primera separación de marcas
Cuando el novato Brock Lesnar vence a la cara y campeón de WWE, The Rock el 25 de agosto de 2002 da comienzo a una nueva generación de luchadores, que marcarían el renacimiento de la compañía, apoyado por nuevos talentos provenientes de sus territorios de desarrollo OVW y FCW como John Cena, Randy Orton y Batista. Además esta etapa se caracterizó por la sublevación de quienes fueran figuras principales en WCW como Big Show, Chris Benoit, Booker T, entre otros, y la popularización de estrellas secundarias de la misma compañía como Edge, Eddie Guerrero, Rey Mysterio, entre otros.
Sin la competencia de WCW y la rotunda negación de Brock Lesnar a defender su título en Raw, WWE decidió romper la promoción en dos marcas "separadas" basadas en sus dos programas televisivos principales, Raw y SmackDown!. Bajo este acuerdo de "marcas divididas", cada marca tenía una plantilla separada, tenía campeonatos exclusivos a la marca, y son dirigidas por distintos gerentes generales, los cuales han sido cambiados en varias ocasiones. En junio de 2003, WWE comenzó a alternar los eventos de pay-per-view entre las marcas, Raw auspiciando un mes, SmackDown el siguiente, y así sucesivamente. Ambas marcas se unen para co-auspiciar los cuatro eventos de pay-per-view originales de WWE: Royal Rumble, WrestleMania, SummerSlam y Survivor Series.
SmackDown pasó a ser una emulación de la desaparecida WCW, compartiendo el concepto y el horario con la surgiente TNA,
Para la expansión de marcas se tomaron los títulos WCW World Heavyweight Championship y WCW United States Championship además de diferentes títulos en parejas y storylines para cada marca. Los luchadores de Smackdown, tienen roles secundarios frente a los de Raw, como luchadores principales.
En el 2005, WWE comenzó un programa de "Leyendas", continuando así la tradición de inducir nuevos miembros al Salón de la Fama de WWE durante el fin de semana de WrestleMania. Esto les ha permitido trabajar con leyendas tales como "Rowdy" Roddy Piper y Superstar Billy Graham para así crear mercancía tales como ropa, figuras, títulos , videojuegos y DVD. El programa de Leyendas comenzó de manera informal con la introducción de WWE 24/7, el servicio "on-demand" de WWE y con el exitoso DVD con la historia retrospectiva de Ric Flair. Más tarde durante este año, se añadieron a la lista superestrellas tales como Dusty Rhodes, Big Van Vader y Jake "The Snake" Roberts. 

##### Fallecimiento de Eddie Guerrero

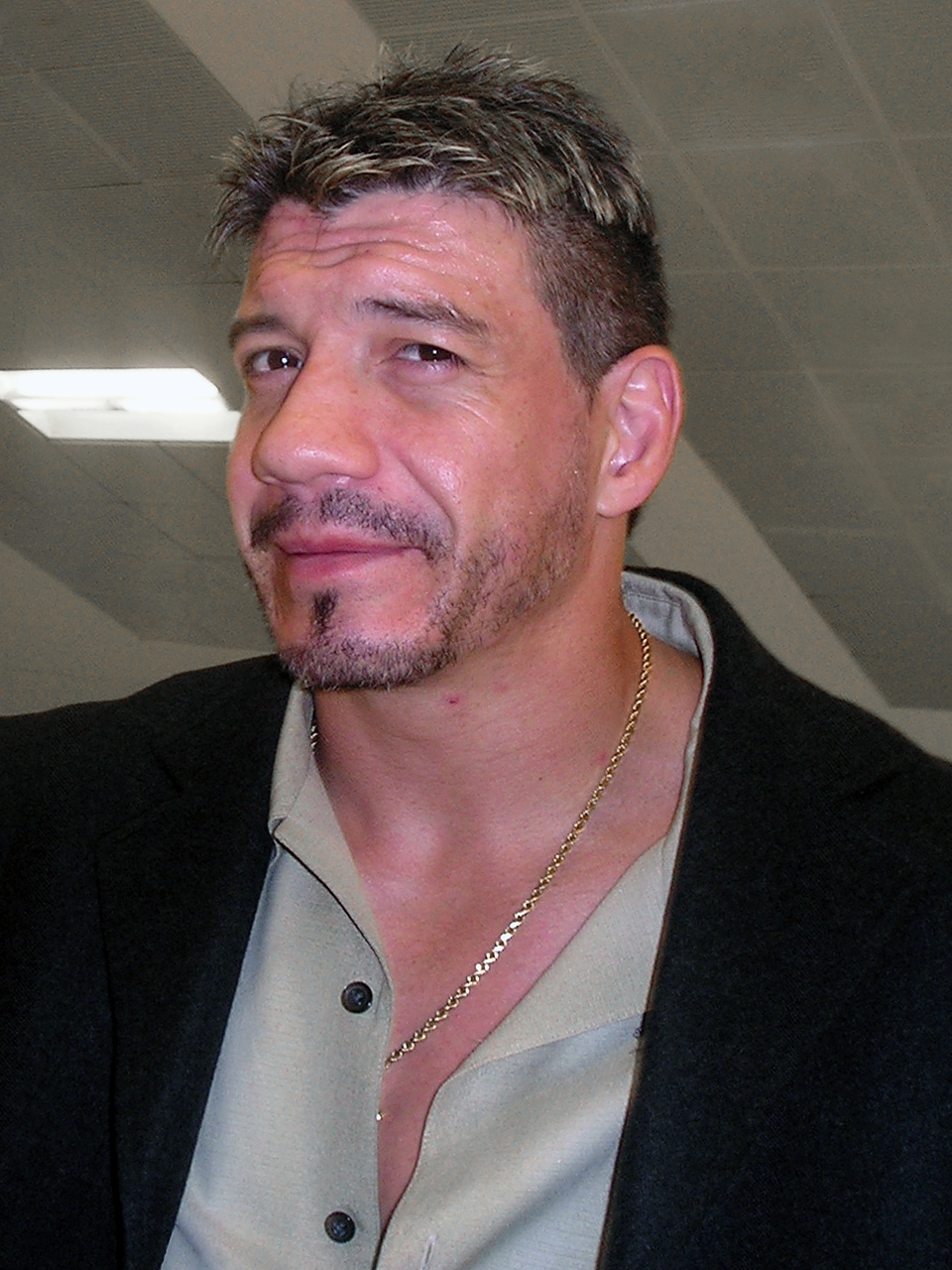
Eddie Guerrero, un año antes de su muerte el 13 de noviembre de 2005.

Sin embargo una tragedia nuevamente llenó de luto a la compañía cuando el luchador Eddie Guerrero fallecía producto de una enfermedad cardíaca el 13 de noviembre de ese año en un hotel de Mineápolis en Minnesota. Esta trágica muerte revivió el escándalo del consumo de esteroides dentro de los talentos de WWE, ya que la autopsia reveló que el luchador tenía antecedentes de adicción a los analgésicos y otros anabólicos que no fueron detectados a tiempo, lo que hubiera podido salvar su vida. La muerte de Eddie Guerrero generó una conmoción muy grande en el mundo de la lucha libre profesional, ya que la empresa fue acusada de no llevar a cabo los controles que hubieran podido salvar su vida. El impacto por la tragedia llevó a WWE a implementar la llamada Política de Bienestar de Talentos, una serie de medidas a fin de vigilar el consumo de sustancias nocivas dentro de los luchadores y la supervisión de sus tratamientos médicos, de los medicamentos que consumen así como también tratamientos con médicos especialmente dedicados para el tema. 
[cita requerida]

##### ECW se convierte en una tercera marca

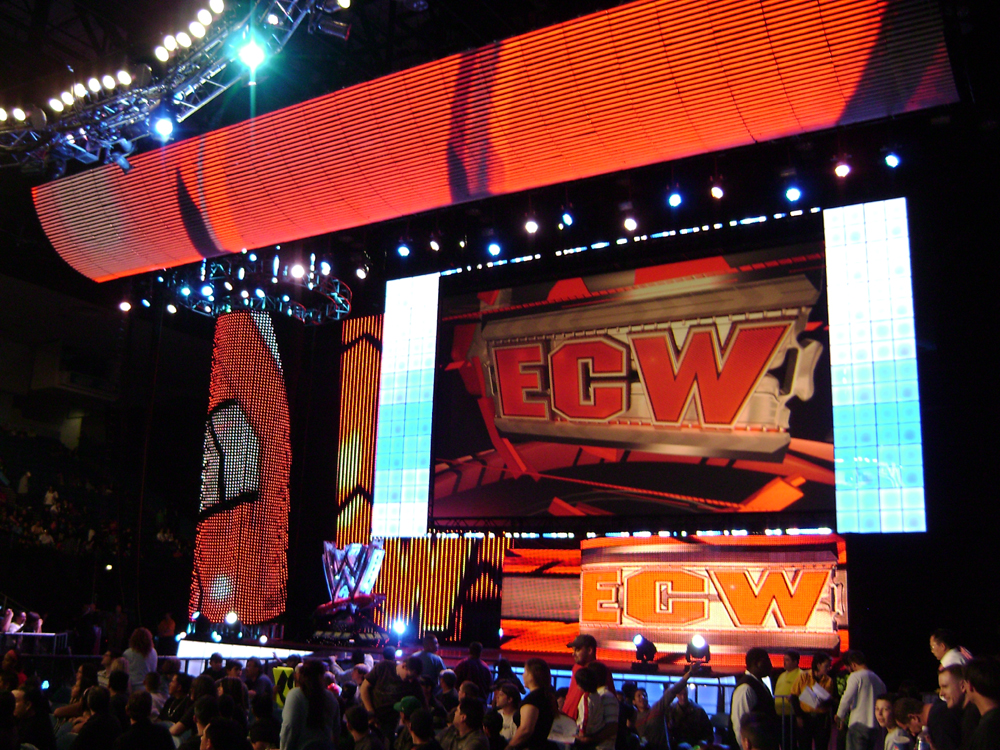
ECW (2006-2010)

El 26 de mayo de 2006, WWE revivió la Extreme Championship Wrestling como la tercera marca de la empresa, emitiéndose el programa en la cadena Sci Fi, en un principio con la idea extremista original de ECW pero más tarde adquiriendo el concepto de preparación de rookies, llenando los combates de luchadores regulares o desconocidos y erigiendo como campeones luchadores de mediana categoría con necesidad de un push o impulso. Esto provocó el decaimiento en el índice de audiencia del programa, llevando a su cierre y al desarrollo en la idea de formar nuevos talentos con su programa sucesor, NXT.

##### Tragedia de Chris Benoit e implementación de la política de Bienestar

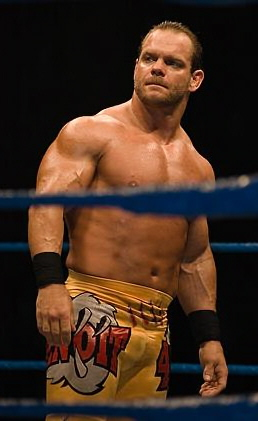
Chris Benoit falleció el 24 de junio de 2007 en un acto de asesinato doble y suicidio que provocó que WWE retirara temporalmente (a excepción de su mercancía relacionada, e imágenes de archivo, así como su sola mención) todo lo relacionado con él de su empresa.

No había pasado un año y medio del fallecimiento de Eddie Guerrero cuando inesperadamente una nueva tragedia impactaba a WWE: Chris Benoit, luchador profesional canadiense que luchaba en la empresa desde el año 2000, fue encontrado muerto el 25 de junio de 2007 en su casa junto a su familia. La investigación policial concluyó que Chris Benoit había asesinado a su familia (compuesta por su esposa la también luchadora profesional -ya retirada- Nancy Benoit que luchaba en WCW bajo el nombre de ring Woman y su hijo menor de siete años, Daniel) para luego quitarse la vida, ahorcándose con un cable de una máquina de levantar pesas. Como respuesta por el impacto, que ocasionó la tragedia, WWE retiró todo lo relacionado con él de su empresa y nunca jamás volvería a ser mencionado, en los programas de TV ni aparecería su rostro, en los archivos de vídeo. Sin embargo, en 2014 y con la llegada del servicio de Streaming de WWE, WWE Network, Chris Benoit volvería a aparecer en los archivos de video de la empresa, mostrando una advertencia en las escenas en las que aparece.
Otra importante consecuencia de este hecho fue que WWE comenzó a implementar de forma mucho más seria y estricta su Política de Bienestar de Talentos dentro de sus luchadores a fin de combatir el consumo de esteroides dentro del reparto de luchadores dentro de la empresa.

#### Introducción del formato PG (2008)
El 26 de septiembre de 2007, se anunció que WWE ampliaría sus operaciones internacionales. Junto a las actuales oficinas internacionales en Londres y Toronto, una nueva oficina internacional se estableció en Sídney. El 21 de enero de 2008, WWE hizo la transición a la Alta definición. Todos los programas de televisión y de pay-per-view se emitieron después en este formato. Además, WWE también introdujo una nueva escenografía la cual se utiliza para las tres marcas. A mediados de 2008, se anunció que los programas de la empresa se enfocarían a un entorno familiar cambiando su clasificación de TV-14 a TV-PG.

### WWE (2011-presente)

#### Cambios de programación (2011-2015)
Luego del formato de temporadas, NXT evolucionó convirtiéndose en una marca al igual que Raw y SmackDown. Aunque NXT sería una marca al igual que las otras, solo tendría en su personal luchadores nuevos, luchadores provenientes de la Florida Championship Wrestling y del personal principal, cuyos luchadores necesitan mejorar sus cualidades en el ring. Dicha marca tendría campeonatos exclusivos como el Campeonato NXT, el Campeonato en Parejas y el Campeonato de Mujeres. Además de NXT, WWE anunciaría el 3 de enero de 2011, el retorno de Tough Enough, para traer luchadores novatos, fuera de los profesionales.
El 18 de julio de 2011 se anunció que Paul "Triple H" Levesque se había convertido en el nuevo vicepresidente ejecutivo de WWE, (kayfabe), y creó la "Era SuperShow" en la cual los luchadores podrían competir en ambos programas (Smackdown y Raw) pasando a ser como antes de la división de marcas, por lo que los campeonatos, empezaron a estar disponibles para ambas marcas, y el WWE Draft dejó de realizarse, debido a que los funcionarios de WWE lo vieron innecesario, finalizando así la Extensión de Marcas. También se creó el programa WWE Saturday Morning Slam, emitida los sábados por la mañana con una calificación TV-G (nivel inferior a la clasificación habitual de TV-PG), debido a que está dirigido específicamente a los niños, no contará con ningún movimiento violento debido a su naturaleza violenta.
En 2011, el luchador CM Punk realizó un promo improvisado, donde apuntó hacia el luchador John Cena criticando las oportunidades que se le daban a él, autodenominándose él el mejor luchador del mundo, mereciendo más las oportunidades que el mismo Cena, llegando a decir que la empresa estaría mejor si Vince McMahon estuviera muerto. En ese momento su micrófono fue cortado del aire, y el programa salió a comerciales. Luego de su victoria en Money in the Bank sobre John Cena, CM Punk se iría de la empresa pero volvería para llegar a volver a ser campeón, luego de perderlo ante Alberto del Río. Luego de ser campeón por más de 400 días, lo perdería ante The Rock. Pero durante su largo reinado, siendo el más largo de los últimos 27 años, debutaría el grupo The Shield conformado por Seth Rollins, Roman Reigns y Dean Ambrose, luchadores de la NXT quienes llegaron al personal principal, llegando los tres a ser una generación nueva y distinta. Teniendo grandes rivalidades ante The Authority y Evolution como ejemplo, estos últimos provocaron que Rollins traicionara a sus compañeros, teniendo oportunidades al ganar el Maletín del Money in the Bank, canjeándolo en WrestleMania 31 ganando el Campeonato Mundial Peso Pesado de WWE, en una lucha que estaba en curso entre Brock Lesnar y Roman Reigns, siendo el primero en la historia en conseguir dicha hazaña. Luego puso su título en juego ante John Cena, y este puso en juego el Campeonato de los Estados Unidos en SummerSlam 2015, saliendo Rollins victorioso siendo el primero en la historia en tener el Campeonato Mundial y el de los Estados Unidos al mismo tiempo.
En agosto del 2012, WWE llegó a un acuerdo con el World Wildlife Fund para volver a usar nuevamente su antiguo logo de WWF en su biblioteca de vídeos.
Para inicios de 2014, Paul Levesque se puso en contacto con Steve Borden, luchador que ya había recibido ofertas, para ser integrante del roster de WWE en años anteriores, rechazándolos todos en su momento. Luego de muchas conversaciones, llegaron a un acuerdo para que hiciera el tan esperado debut en el evento Survivor Series de ese año, Steve Borden más conocido como Sting, era conocido hasta ese entonces, como el luchador que nunca fue a la empresa de Vince McMahon. Él apareció siendo Face, atacando a Triple H y haciendo perder al equipo The Authority, que tenía en sus filas a Seth Rollins con quien luego, Sting se enfrentaría en Night of Champions. Desde Survivor Series, Sting inició su feudo con Triple H siendo terminado en WrestleMania 31, evento que fue celebrado en el Levi's Stadium en la ciudad de Santa Clara, California y recaudaría 139 millones de dólares, además de 23,2 millones en impuestos, convirtiéndose en el evento con mayor recaudación en la historia de WWE, hasta estos tiempos.
El 13 de julio de 2015, Stephanie McMahon, inició una «revolución» en la división de Divas, en donde se formaron 3 equipos, Team Bella (Nikki Bella, Brie Bella y Alicia Fox) quienes se habían formado en SmackDown el 18 de junio, el Team PCB (Paige, Charlotte y Becky Lynch) y el Team B.A.D. (Sasha Banks, Naomi y Tamina). Esto las llevó a un Triple Threat Match en Battleground, quien involucraba a un miembro de cada equipo. Sasha Banks representó al Team B.A.D, Charlotte al Team PCB y Brie al Team Bella, en esa lucha Charlotte logró hacerse con la victoria. Durante las siguientes semanas el feudo continuó entre los equipos llevándolos a SummerSlam, en donde se enfrentaron Team Bella, Team PCB y Team B.A.D. en un Elimination Match, la cual ganó PCB. Una vez finalizada la Revolución de Divas, la entonces Campeona de Divas Charlotte defendería su título ante Becky Lynch y Sasha Banks en WrestleMania 32. Sin embargo, ante una gran demanda por el fin de la división de divas para dar paso a la nueva división de Mujeres, se inauguró durante el Kick-Off de WrestleMania 32 por Lita el nuevo e inaugural Campeonato Femenino de WWE, el cual terminó ganando Charlotte al vencer a Lynch y Banks, convirtiéndose Charlotte en la última Campeona de Divas y la primera Campeona Femenina de WWE. Además de ser la primera y única en ostentar el Campeonato Femenino de NXT, el Campeonato de Divas y el Campeonato Femenino en su haber.

Logo de WWE desde 2014.

#### The New Era (2016-2019)
En la edición de Raw después de WrestleMania 32, Vince McMahon dejó a cargo del programa a Shane McMahon, quien prometió traer cambios y comenzar una nueva era. En Payback, Vince decidió que tanto Shane como Stephanie McMahon estarían encargados de dirigir Raw, por lo que deberían compartir el poder. El 25 de mayo de 2016, a través de WWE.com, se anunció que SmackDown comenzaría a ser emitido en vivo los días martes, a través de USA Network a partir del 19 de julio, y que contaría con su propio plantel de luchadores, iniciando una nueva separación de marcas. Por lo que Stephanie y Mick Foley dirigirían Raw, mientras que Shane y Daniel Bryan lo harán en Smackdown Live. En Battleground 2016, se enfrentaron en el evento estelar por el Campeonato Mundial de WWE, Roman Reigns, Seth Rollins y el campeón defensor, Dean Ambrose. Ambrose ganó el combate, y trayéndose consigo el título a la renombrada marca SmackDown Live. Como consecuencia, Raw implementaría como nuevo título mundial al Campeonato Universal de WWE, teniendo como campeón inaugural a Finn Bálor. 
El 18 de junio se enfrentaron Carmella, Charlotte Flair, Natalya, Tamina y Becky Lynch en la lucha por el maletín, Carmella ganó este luego que Ellsworth lo descolgara y se lo diera convirtiéndose en la primera Miss Money in the Bank en la historia de WWE. Dos días después, Daniel Bryan decidió despojar a Carmella del maletín al no permitir la acción de Ellsworth en el pasado evento, convirtiendo a Carmella en la primera luchadora en devolver el maletín de Money in the Bank y pactando una nueva lucha por el maletín en la siguiente emisión de Smackdown Live. Por igual que SmackDown Live a hacer historia con el primer Miss Money in the Bank en la historia de WWE en la edición de 26 de junio de 2017 en Raw se hizo historia con el primer Gauntlet Match de Mujeres quien ganó este fue Sasha Banks además participaron Bayley, Dana Brooke, Emma, Mickie James y Nia Jax. Luego de lo sucedido con las Mujeres de SmackDown Live en la edición 27 de junio de 2017 Carmella se convierte en la oficial ganadora del Money in the Bank de Mujeres después de la controversia de como ganó en el PPV Money in the Bank en esta nueva lucha derrotó a Charlotte Flair, Natalya, Tamina y Becky Lynch.
En el episodio del 18 de diciembre de Raw, Stephanie McMahon anunció el primer Royal Rumble match femenino para Royal Rumble 2018 con la ganadora recibiendo un combate en WrestleMania 34 por el campeonato femenino de su marca. En el evento Royal Rumble, Asuka ganó el primer combate femenino de Royal Rumble, eliminando por última vez a Nikki Bella. En el capítulo del 5 de febrero de Raw, Kurt Angle, anunció que Alexa Bliss defendería el Campeonato Femenino de Raw, ante Bayley, Mandy Rose, Mickie James, Sonya Deville y Sasha Banks, en el primer Elimination Chamber match femenino, que se realizará el 25 de febrero en Elimination Chamber.
El 9 de abril en Raw, WWE anunció que el WWE Superstar Shake-up 2018, se realizarán los días 16 y 17 de abril en Raw y Smackdown Live. En lugar de un Draft tradicional y al igual que el año anterior.
Un día después, en el capítulo del 10 de abril de SmackDown Live, el comisionado de la marca azul Shane McMahon confirmó la renuncia de Daniel Bryan como gerente general, ya que volvería a ser luchador activo del elenco, y designó como su reemplazante, a Paige, quien un día antes en Raw, anunció su retiro como luchadora profesional.

#### Pandemia de COVID-19 (2020-2021)
Durante el mes de marzo, la OMS anunció que el COVID-19 se había declarado como "pandemia mundial". A causa de esto, muchas empresas de lucha libre profesional suspendieron sus eventos en vivo. En el caso de WWE, el último PPV que había contado con público presente fue Elimination Chamber.
Debido a esta emergencia sanitaria a nivel mundial, WWE suspendió el evento PPV de NXT NXT TakeOver: Tampa Bay, donde cada lucha del evento fue reasignada a diversas fechas de transmisión de NXT bajo la orden de no contar con público presente.
A esto se sumó la idea de llevar a cabo WrestleMania 36 sin público, algo que fue sumamente arriesgado debido al cambio de sede, la cual inicialmente sería el 5 de abril de 2020 en el Raymond James Stadium en Tampa, pero debido a la pandemia del COVID-19, fue trasladado al WWE Performance Center en Orlando, Florida, donde se han estado llevando a cabo todos los programas grabados y en vivo de WWE desde marzo de 2020 sin público. Con todo esto, WrestleMania 36 fue el primer evento de WrestleMania que no tuvo público presente y que fue grabado para dos fechas diferentes, siendo también la primera vez que se hace algo así en un evento PPV. El primer día fue grabado el 25 de marzo y emitido el 4 de abril. El segundo día fue grabado el 26 de marzo y emitido el 5 de abril, donde se llevaron el resto de las demás luchas.
Tras el evento, se comenzaron a realizar transmisiones grabadas y en vivo de Raw, SmackDown, NXT, Main Event y 205 Live desde el WWE Performance Center. Debido a la crisis económica que atravesó la compañía por la pandemia de COVID-19, la empresa anunció en junio un drástico recorte de personal entre luchadores, comentaristas, árbitros, anunciantes del ring y personal técnico, logístico y creativo de la empresa. Con las fuertes medidas ya establecidas, se decidió llevar a cabo el siguiente evento PPV que fue Money in The Bank. El evento originalmente estaba programado para llevarse a cabo en el Royal Farms Arena en Baltimore, Maryland, pero el lugar canceló todos los espectáculos y terminó llevándose a cabo tanto en el WWE Performance Center de Florida como en las oficinas centrales de WWE en Stamford, Connecticut. A partir del 25 de mayo, todos los eventos grabados y en vivo comenzaron a contar con público limitado, los cuales son en su gran mayoría personal del WWE Performance Center o del elenco de NXT. 
Durante el mes de agosto, se anunció la creación de WWE Thunderdome, un concepto de experiencia virtual de los fanáticos con cada emisión de WWE y sus luchadores. Esto fue elaborado en inmediaciones del Amway Center de Orlando, Florida donde consta de un ring armado en medio de la arena y estuvo rodeada de pantallas de video donde cada una de ellas estaría destinada a un fan que se registrara para ver la emisión en vivo de Raw y SmackDown. El primer evento bajo este concepto fue SummerSlam.
Entrando a 2021, WWE asumió un nuevo desafío en cuanto a uno de sus principales PPV's: El Royal Rumble. Se planeaba llevar a cabo dicho evento con un público limitado pero finalmente, se procedió a realizarlo sin público como los anteriores. En dirección a WrestleMania 37, se prepararon varios planes para su ejecución con público presente. Lo primero fue trasladar la sede del evento al Raymond James Stadium en Tampa, Florida, dejando temporalmente el WWE Performance Center. En una entrevista con TMZ Sports el 19 de enero, Stephanie McMahon afirmó el plan de WWE de tener fanáticos en vivo presentes en WrestleMania 37, afirmando que «con suerte, esta será la primera oportunidad para que nuestros fanáticos vuelvan a asistir», detalle que sí ocurrió, ya que el evento se llevó a cabo con público presente. De manera exitosa, WrestleMania se llevó a cabo con público presente pero limitado, esto por razones de bioseguridad. El evento fue programado para el 10 y 11 de abril de 2021. Posteriormente a WrestleMania, se anunció la salida de varios luchadores y personal dentro de la empresa.
Tras esto, Raw, SmackDown y los demás PPV's se seguirían llevando a cabo desde el WWE Thunderdome, mientras que NXT y 205 Live continuarían funcionando con público compuesto por el elenco de NXT y aprendices del Performance Center, pero quedaba la posibilidad de llevar a cabo un nuevo evento con público presente. Con el resultado de WrestleMania, se llevaría a cabo NXT TakeOver: In Your House con público presente limitado, siendo el primer evento de NXT con público desde NXT TakeOver: Portland. Con todo eso, se anunció una nueva salida de personal, esta vez del elenco de NXT.
El 12 de julio en Raw, se realizó el último episodio en vivo de WWE desde el Thunderdome ya que se planificó que el 16 de julio en SmackDown, los fanáticos harían su regreso, tomando las respectivas medidas de bioseguridad. El 16 de julio en SmackDown, los fanáticos harían su regreso, tomando las respectivas medidas de bioseguridad para los eventos en vivo, giras internacionales y PPV's. A inicios de agosto, una nueva lista de luchadores provenientes de NXT serían liberados de WWE.

#### Cambios de administración (2022-2023)
En septiembre de 2021, Se confirma que Triple H dejaba de ser el productor ejecutivo de WWE NXT debido a que se sometió a una cirugía, pues tuvo un paro cardíaco. Pues antes ya se había hablado de una renovación a NXT en lo cual surge en 14 de ese mismo mes en donde la marca pasaba a ser «NXT 2.0». En noviembre de 2021 nuevamente WWE hacia recorte en su personal quedando ahora fuera de la compañía luchadores que no importaban si estaban en NXT, o ascendieron a SmackDown y a Raw.
En febrero de 2022, la marca 205 Live fue disuelta discretamente y el programa semanal 205 Live fue reemplazado por un nuevo programa de NXT llamado NXT: Level Up, el cual se centra en el crecimiento luchístico del talento de NXT. Para WrestleMania 38, nuevamente se estableció que se realizaría en dos días, con luchas bastante llamativas, donde se destacaba el retiro oficial de Triple H como luchador profesional, la inducción de The Undertaker al WWE Hall of Fame, la primera lucha de Stone Cold Steve Austin después de 19 años, y el regreso de Cody Rhodes a WWE entre otros.
El 17 de junio de 2022, Vince McMahon renunció como presidente y director ejecutivo de WWE y fue reemplazado por su hija, Stephanie McMahon, como presidenta interina y directora ejecutiva de WWE. Esto debido a una investigación que se hizo sobre él y sus actividades dentro de la empresa. Como consecuencia, Vince anunció su retiro oficial de WWE en SmackDown.
Tras el anuncio de retiro de Vince, Stephanie McMahon fue nombrada oficialmente presidenta, mientras que ella y Nick Khan fueron nombrados Co-CEO de WWE. Asimismo, Triple H asumiría el cargo de jefe creativo, al tiempo que reanudaría su puesto como vicepresidente ejecutivo de relaciones con el talento y luego sería ascendido a director de contenido. SummerSlam fue el primer evento al mando de Stephanie y Triple H, donde se destacó el regreso de Bayley, la reaparición de Dakota Kai en WWE, el debut oficial de Logan Paul como luchador profesional, y la victoria de Roman Reigns sobre Brock Lesnar por el Campeonato Universal Campeón Universal Indiscutible de WWE. A partir de esto, los Premium Live Events llegarían a un alto nivel de audiencia, popularidad y público; tal que se planificó llevar a cabo otro evento pero esta vez en el exterior, específicamente en Gales el cual, sería llamado Clash at the Castle (el primero desde The Beast in the East). También, se realizaron cambios en el equipo de transmisión; en el cual Wade Barrett sería comentarista de SmackDown, mientras que Booker T sería parte de NXT respectivamente, pero lo más sobresaliente fue el regreso de Cathy Kelley a WWE como entrevistadora de Raw.
También se hizo el anuncio de la creación de NXT Europe, por lo que NXT UK llegó a su fin. Para esto, se organizaron lucha titulares entre los campeones de NXT y de NXT UK para unificarlos en el evento Worlds Collide. Posteriormente, NXT pasaría un proceso de renovación de imagen y administración, con Shawn Michaels en el cargo de Vicepresidente de Desarrollo de Talento Creativo de WWE y productor principal de NXT. Con la nueva administración, también se dio el regreso de varios luchadores que ya habían sido despedidos durante los últimos dos años.
En abril de 2023, Endeavor Group Holdings anunció que UFC se fusionaría con la promoción de lucha libre WWE para formar TKO Group Holdings, una nueva compañía pública de propiedad mayoritaria de Endeavor, con Vince McMahon como presidente ejecutivo de la nueva entidad y White permaneciendo como presidente de UFC. Se espera que la fusión se complete en la segunda mitad de 2023.

## Terminología
La empresa utiliza una variedad de términos especiales para promocionar sus eventos, uno de ellos es el describir a la industria de la lucha libre como entretenimiento deportivo. La base de fanes se conoce como «El Universo WWE». Se designa a un luchador como «Superestrella de WWE», mientras que los luchadores retirados se describen como «Leyendas de WWE» (o Hall of Famers si han sido incluidos en el Salón de la Fama de WWE).

## Expansión: más allá de la lucha libre
Además de las licencias de luchadores y celebridades relacionadas para compañías como Acclaim, THQ, 2K Sports y Mattel para la producción de videojuegos y figuras de acción, WWE ha pasado en otras áreas de interés con el fin de comercializar su producto.

### Subsidiarias
- WWE Network: fue un canal de televisión por cable el cual salió al aire en el mes de febrero de 2014. El cual cuenta con los 12 PPV los eventos se transmiten en vivo. Además cuenta con programas como NXT, Total Divas y más programas locales. También estarán disponibles todos los PPV eventos en la historia de WWE. El 1 de enero de 2025, fue reemplazado por Netflix a nivel internacional.
- WWE Studios: Es una filial de WWE creada en 2002 para crear y desarrollar largometrajes. Anteriormente conocido como WWE Films.
- WWE Niagara Falls: Fue un establecimiento minorista y de ocio que se encontraba en las Cataratas del Niágara, Ontario, y fue propiedad de WWE, cerró en 2011.
- WWE The World (antes conocida como WWF Nueva York): Fue un restaurante-bar y tienda de recuerdos en la ciudad de Nueva York
- WWE Music Group: Es una filial que se especializa en álbumes de la música de entrada de luchadores de WWE. También han sacado a la venta discos grabados por los propios luchadores.
- WWE Home Video: Es una filial que se especializa en la distribución de la compilación de VHS, DVD y Blu-ray Disc de WWE sobre los pago por visión, las compilaciones de luchadores de WWE (luchas y biografías de los luchadores de WWE).
- WWE Books: Es una filial de WWE que sirve para publicar autobiografías de ficción y sobre los luchadores de WWE, detrás de las cámaras de la compañía, libros ilustrados, calendarios, libros para adultos, jóvenes, y otros libros de en general.
- WWE Magazine: Es la revista mensual de WWE.

## Asociaciones
Aunque es poco frecuente, durante su historia, WWE ha trabajado con otras promociones de lucha libre en esfuerzos de colaboración.
Durante los años setenta, ochenta y principios de los noventa, WWE tenía relaciones de trabajo con la empresa japonesa New Japan Pro-Wrestling (NJPW), Universal Wrestling Federation (UWF), Universal Lucha Libre (FULL) y la empresa mexicana Universal Wrestling Association (UWA). Estas relaciones de trabajo llevaron a las creaciones de los campeonatos WWF World Martial Arts, Light Heavyweight y Intercontinental Tag Team.
Durante el período 1992–1996, WWE tuvo acuerdos de intercambio de talento con las empresas independientes de Estados Unidos y Japón. Smokey Mountain Wrestling (SMW), Super World of Sports (SWS), entre otros.
En 1997, la compañía hizo negocios con la promoción AAA de México, trayendo a varios luchadores de la AAA para el evento Royal Rumble y el partido homónimo.
En 1997, WWE también haría negocios con Michinoku Pro Wrestling (MPW) de Japón, trayendo talento de MPW para competir en la división de peso semipesado de la compañía y en su torneo del Campeonato de peso semipesado de 1997.
En 2015, WWE se asoció con Evolve, una promoción independiente de los EE. UU. Que WWE utiliza como grupo explorador para los posibles signatarios de su marca NXT.
En 2016, WWE se asoció con Progress Wrestling de Inglaterra, organizando partidas clasificatorias para el WWE Cruiserweight Classic. también el talento de Progress participaría en el Torneo del Campeonato de WWE del Reino Unido y en los eventos de WrestleMania Axxess de WWE.
En 2017, WWE se asoció con el Insane Championship Wrestling (ICW) de Escocia, con algunos talentos de ICW que aparecen en el Torneo del Campeonato del Reino Unido de WWE y en los eventos de WrestleMania Axxess de WWE.
En 2018, WWE se asoció con Westside Xtreme Wrestling (wXw) de Alemania. En octubre de 2018, WWE organizó pruebas alemanas en la Academia de lucha libre wXw.
En 2022, WWE se asocio con Impact Wrestling para que la luchadora Mickie James pudiera aparecer en el PPV Royal Rumble.
El 18 de abril de 2025, antes del comienzo de WrestleMania 41, se anunció que WWE había adquirido la empresa mexicana Lucha Libre AAA Worldwide, junto a la empresa mexicana de deportes y entretenimiento Fillip, como parte de su estrategia de expansión global. Se espera  que la adquisición quede cerrada en el tercer trimestre de 2025.
A lo largo de la historia de la compañía, ha tenido acuerdos con empresas independientes de los Estados Unidos (como Ohio Valley Wrestling entre otros) y en Puerto Rico (como la International Wrestling Association) compañías que sirven como territorios de desarrollo. NXT y NXT UK actualmente sirven como territorios de desarrollo oficiales para WWE.

## Contratos
WWE firma la mayor parte de su talento en contratos exclusivos, lo que significa que el talento puede aparecer o actuar solo en la programación y eventos de la empresa. No se les permite aparecer o presentarse para otra promoción, a menos que se hagan arreglos especiales de antemano. WWE mantiene el salario de todos los luchadores, la duración del empleo, los beneficios y todos los demás detalles del contrato son estrictamente privados.
WWE clasifica a sus luchadores profesionales como «contratistas independientes» y no como empleados. Un estudio realizado por la Escuela de Derecho de la Universidad de Louisville descubrió que después de aplicar la prueba de 20 factores del Internal Revenue Service (IRS), 16 factores «indican claramente que los luchadores son empleados». Sin embargo, como resultado de WWE calificándolos como contratistas independientes, «a los luchadores se les niegan innumerables beneficios a los que de otro modo tendrían derecho».

## Próximos eventos PPVs
En la siguiente tabla, se exponen los eventos PPVs actuales de WWE en curso, a la izquierda el que acaba de ocurrir, en medio el evento en producción, y el derecho el evento por realizarse:

| Predecesor: SummerSlam 2025 | WWE Clash In Paris 31 de agosto de 2025 | Sucesor: Crown Jewel 2025 |